# Cronologia istorică a Bălțiului
Aceasta este o cronologie istorică a Bălțiului.

## Parte a Țării Moldovei
- 1620, 4 octombrie - prima atestare documentară certă a Bălțiului apare în comentariile referitoare la expedițiile polonezilor împotriva Imperiului Otoman.[1][2]
- 1651 - la Bălți înnoptează starețul rus Arsenii Suhanov și solii turc, cazac și moldovean, mergând în drum spre Iași.
- 1652 - la Bălți staționează Timuș Hmelnițki, fiul lui Bogdan Hmelnițki, care era în drum spre Iași pentru a se căsători cu domnița Ruxandra, fiica domnitorului moldovean Vasile Lupu.
- 1766, 20 august - domnitorul Grigore al III-lea dăruiește Mănăstirii „Sf. Spiridon” din Iași o parte din moșia Bălților, dincolo de apa Răutului, din locul domnesc înspre răsărit, și delimitează hotarele dintre satul Slobozia și târgul Bălți. Frații Panaite devin proprietari ai Bălțiului.
- 1777-1778 - mai mult de jumătate din locuitorii or. Bălți au decedat în timpul epidemiei de ciumă (pestă).
- 1782 - satul Bălți este ridicat la rangul de târg, oraș mic de moșieri.
- 1795 - este finisată construcția actualei Catedrale Sf. Nicolae (inițial destinată armenilor catolici), însă sfințită după ritual ortodox, fiind supusă Episcopiei Hușilor.[3]
- 1804 - Sfințirea Bisericii (catedralei) „Sf. Nicolae” cu statut de biserică ortodoxă.

## Perioada țaristă
- 1812, 28 mai - anexarea teritoriului interfluviului Prut-Nistru de către Imperiul Rus, formând oblastul Basarabia (din 1873 Gubernia Basarabia).
- 1813, 21 august - prin ordinul țarului Alexandru I al Rusiei, a fost înființată Arhiepiscopia Chișinăului și Hotinului.
- 1818, 26 aprilie - fiind în drum de la Camenița Podolie spre Chișinău, împăratul Alexandru I înnoptează la Bălți, unde îl ajunge vestea despre nașterea nepotului Alexandru, viitorul împărat al imperiului. Cu această ocazie, a dat dispoziție să i se acorde localității statut de oraș.
- 1824, 1 mai - Pedagogul Petre Cunițchi înființează la Bălți prima instituție de învățământ - Școala Parohială primară cu predare în limba română.
- 1826, 2 aprilie - Printr-un decret imperial, ținutului Iași i se stabilește stema, care reprezintă un cap de cal pe un scut, provenită din stema județului Iași.
- 1828 - La Bălți, Hotin, Tighina și Cetatea Albă încep să funcționeze școli ținutale.
- 1830 - O mare parte a populației din Bălți moare în urma epidemiei de ciumă.
- 1845 - Este elaborat primul plan urbanistic al orașului Bălți.
- 1845 - Sunt deschise trei hedere, școli elementare private evreiești, în care copiilor li se predă limba ebraică, Biblia și noțiuni fundamentale despre iudaism.
- 1856 - Are loc înființarea parcul orășenesc (actualul Scuarul Maria).
- 1858 - Populația or. Bălți constituie 8 077 de locuitori.
- 1861 - Este finisată construcția Spitalului evreiesc pentru săraci din Bălți (15 paturi).
- 1868 - Este deschisă Școala Eparhială de Băieți.
- 1869, 4 septembrie - La Bălți este deschisă o Școală Duhovnicească pentru zona de nord a Basarabiei.
- 1872 - Inaugurarea Spitalului orășenesc (20 de paturi).
- 1875 - Școala Eparhială de băieți din Bălți este transferată la Edineț.
- 1875, 2 octombrie - Adunarea Zemstvei ținutului Iași hotărăște să deschidă în oraș o școală de meserii.
- 1881 - Pavel Kuzminski este ales președinte al Zemstvei județului Bălți.
- 1882 - În or. Bălți are loc un incendiu de mari proporții.
- 1884 - Cu ajutorul moșierului Nicolae Casso (Cașu), este construit un bloc nou al Spitalului Orășenesc Bălți.
- 1885 - se elaborează stema or. Bălți, însă fără a fi aprobată.
- 1887, 6 martie - printr-un decret imperial, județul Iași își schimbă denumirea în județul Bălți.
- 1888 - În satul Slobozia-Bălți este finalizată construcția din piatră, pe locul celei vechi, din lemn, a Bisericii „Nașterea Maicii Domnului”.
- 1892-1894 - Este construită calea ferată Slobodka-Râbnița-Bălți-Slobozia-Ocnița-Lipcani.
- 1894 - Inaugurarea Liceului evreiesc de Fete.
- 1903-1905 - Este construit podul de piatră peste râul Răut, pod ce unește Bălțiul cu Slobozia.
- 1904 - Spitalul evreiesc din Bălți este transferat într-o clădire nouă.
- 1906 - Este construită Fabrica de Bere de către firma germană TOPF, devenită S.A. Arcașul. Din 2002, întreprinderea devine moldo-cehă cu denumirea „Beermaster” S.A.
- 1906, 10 septembrie - Inaugurarea Gimnaziului de băieți, ulterior (din 1918) Liceul de băieți „Ion Creangă”.
- 1907 - Ion Pelivan este numit judecător de Bălți.
- 1909 - La Bălți este instalată prima rețea telefonică.
- 1912, 9-19 august - Gheorghe Ghibănescu, istoric și scriitor, întreprinde o călătorie prin orașele Basarabiei: Bălți, Hotin, Noua Suliță, Soroca, Chișinău etc.
- 1912 - Este construit podul de lemn pe râul Răuțel (Podul Chișinăului).
- 1914-1917 - Este construită artera de căi ferate Bălți-Ungheni-Iași.
- 1917, martie - Este creat Sovietul de deputați ai muncitorilor din Bălți. Conducerea Sovietului se afla în mâinile eserilor, menșevicilor și bundiștilor.
- 1917, 6 martie - Șeful Guvernului Provizoriu, prințul G. E. Lvov, îl numește în calitate de comisar al ținutului Bălți pe medicul Calistrat Hinculov.
- 1917, 30 aprilie - La Bălți are loc adunarea cetățenilor moldoveni atât din oraș, cât și din împrejurimi întru susținerea stăpânirii noi și a revendicărilor naționale.
- 1917, 7 mai - Congresul învățătorilor din ținutul Bălți adoptă o hotărâre privind limba de predare în scoli: în localitățile cu locuitori moldoveni, învățătura să se facă în limba moldovenească, iar în satele cu locuitori de alte neamuri să se deschidă scoli cu predare în limba localnicilor. Pentru școală națională au pledat românii basarabeni: Fală, Vrabie, Leahu, preotul Dimitriu, precum și unii alolingvi: Șișko, Kamenski, Nikolin și Vasterman.
- 1917, 18 mai - La insistența comitetului din Bălți al Partidului Național Moldovenesc, zemstva județeană adoptă hotărârea de a introduce limba română ca obiect de studiu în școlile de toate nivelurile din județ.
- 1917, octombrie - La Bălți sunt deschise cursuri de trei săptămâni pentru învățătorii școlilor românești din județ. Lecțiile sunt ținute de: Onisifor Ghibu, Mihai Baciu, D. Lupan, O. Boieru ș.a.

## Unirea cu România
- 1918, 3 martie - În sala Zemstvei (actualul „Oficiu de Stare Civilă”) cu o majoritate covârșitoare de voturi, a fost aprobată aderarea județului și a orașului Bălți la Patria-mamă. Județul Bălți a fost primul din Basarabia, care a votat unirea necondiționată a Basarabiei la România.
- 1918-1920 - În localitate se publică primele gazete românești: „Glasul Moldovei” și „Unirea”.
- 1918, 22-23 ianuarie - În urma unor lupte crâncene între ostașii armatei române (Divizia I Cavalerie, condusă de generalul Aurel Marinescu, chemată de Sfatul Țării) și detașamentele înarmate rusofone și bolșevice (avându-i în frunte pe A.G. Paladi, G.I. Galagan, A.V. Popa), orașul Bălți este eliberat.

## Perioada interbelică
- 1918, 12 aprilie - Prima vizită a lui George Enescu la Bălți.
- 1919, 2 februarie - Este deschisă Biblioteca Societății culturale și de binefacere George Enescu, prima bibliotecă de carte românească din Bălți, cu aproape 1000 de volume (în afară de ziare și reviste).
- 1919, 15 decembrie - La Bălți apare revista „Unirea literară”.
- 1920, 19 mai - Regele României, Ferdinand I, face un popas la Bălți.
- 1922 - Este fondat Combinatul de uleiuri nr. 1, care a stat la baza actualei S.A. „Floarea-Soarelui”
- 1923 - Episcopia Hotinului cu sediul la Bălți este condusă (până în 1935) de episcopul Visarion Puiu.
- 1924 - La Bălți sunt editate publicațiile: „Revista arhivelor” (cu profil istoric) și ziarul economic și social „Basarabia” care au ființat până în 1926.
- 1924, 26 iulie - Legea României declară învățământul primar unitar obligatoriu și gratuit.
- 1924, 28 septembrie - Punerea pietrei de temelie a Catedralei episcopale cu hramul „Sfinții Împărați Constantin și Elena”, la care au fost prezenți principele Carol, moștenitorul tronului, și Mitropolitul Primat al Bisericii Ortodoxe Române, Miron Cristea.
- 1924 - este înființat liceul de fete.[4]
- 1926 - Se înființează la Bălți: Camera de Comerț și Industrie, Camera de Agricultură. Sunt puse bazele unui muzeu specializat.
- 1928, 28 octombrie - La Slobozia-Bălți este inaugurată Banca Populară „Folosul”. Președinte al Consiliului de administrare a fost ales Constantin Harconiță.
- 1930 - Deschiderea Fabricii de Zahăr (Usmanski), în prezent Combinatul de Produse Alimentare.
- 1932, 24 ianuarie - La Bălți apare „Cuget Moldovenesc”, foaie lunară a Societății Culturale Naționale „George Enescu”. Prim-redactor: Petre Stati.
- 1932 - Sfințirea Bisericii „Adormirea Maicii Domnului” din Bălți, pe teritoriul cimitirului moșierului Lungu (demolată de regimul comunist la 16 iulie 1964).
- 1932 - La Bălți apare volumul de poezii „Spre viitor” de Petre Stati.
- 1932, 8-28 septembrie - Are loc prima expoziție internațională a mărfurilor de larg consum.
- 1933 - Apariția revistelor: „Curierul literar” (Redactor: I. Moșneațchi), „Revista copiilor”.
- 1934 - În centrul orașului au fost inaugurate ansamblul arhitectonic cu Teatrul „Scala” și două cinematografe: „Modern” și „Lux”. Pe scena teatrului au evoluat soprana Iza Kremer, mezzosoprana Eugenia Babad-Cioculescu, Maria Tănase, Maria Filotti, George Enescu, Gică Petrescu, Teatrul „Cărăbuș” cu Constantin Tănase.
- 1935 - În cadrul Liceului de Băieți „Ion Creangă”, apare revista „Crenguța”, care a ființat până în 1940.
- 1935 - Este pusă temelia Liceului de Fete „Domnița Ileana” (arh. Etti-Rosa Spirer), în prezentul Corpul administrativ la Universității de Stat „Alecu Russo”.
- 1935 - Este dezvelit monumentul eroilor căzuți în Primul Război Mondial (monument demolat de regimul comunist prin anii ’50).
- 1935, 2 iunie - Sfințirea Catedralei „Sf. Împărați Constantin și Elena”, la care a participat Carol II, rege al României. În 1961 este devastată de comuniști și transformată în muzeu.
- 1937 - George Enescu dă un concert în sala Teatrului „Scala” din Bălți.
- 1937 - Este finisată construcția noului Palat al Camerei de Agricultură din Bălți.
- 1940, 15 aprilie - În sala Teatrului „Scala” are loc o șezătoare literară, la care participă membrii Societății Scriitorilor Români: prof. Niculae I. Herescu, președintele Societății, Ioan A. Bassarabescu, Radu Boureanu, Ion Buzdugan, Ion Minulescu, Virgil Carianopol, Octav Dessila, Nicolae Dunăreanu, George Gregorian și Dimitrie Iov.

## Prima ocupația sovietică
- 1940, 28 iunie - Ocuparea orașului de către trupele sovietice.
- 1940, iulie-august - De la Gara de Nord începe deportarea masivă a băștinașilor în regiunile siberiene și Ural.
- 1941, 13 iunie - Deportarea masivă a băștinașilor ia amploare.

## Eliberarea Basarabiei
- 1941, 7. iulie - Trupele române eliberează or. Bălți.
- 1941, august - Își reîncepe activitatea Camera Agricolă din Bălți.
- 1943, 31 octombrie - Este dat în folosință noul local cu trei nivele al Liceului de Băieți „Ion Creangă”.

## A doua ocupația sovietică
- 1944, 26. martie- Trupele sovietice ocupă or. Bălți.
- 1944, 24 mai - Pe teritoriul unde de câteva veacuri existau un abator și un ocol pentru vite, și-a început activitatea Combinatul de Carne, azi S.A. „Basarabia-Nord” din Bălți.
- 1944 - În Bălți începe să activeze Stațiunea de Stat Experimentală Moldovenească pentru Ameliorare.
- 1944 - Este înființată Fabrica de Lapte, azi S.A. „Incomlac”.
- 1944 - Este înființat Combinatul de Vin și Coniac, azi S.A. „Barza albă”.
- 1944-1945 - La Bălți are loc masacrarea prizonierilor din două lagăre de concentrare. Dintre cei 50.000 de militari, 80% erau români, iar ceilalți – aproximativ: 5.000 germani, 2.000 unguri, restul italieni, ucraineni, ruși, polonezi, cehi, slovaci și croați, înrolați ca voluntari în trupele SS. În nord-estul orașului, unde curge râul Răut și se formează mlaștini, NKVD-ul a găsit locul cel mai potrivit să amplaseze lagărul înconjurat cu garduri înalte de sârmă ghimpată. Chinurile acelor prizonieri erau de neînchipuit: foamea era flagelul numărul unu, însoțit de lipsa de igienă; bolile, frigul și umezeala produceau decese fără număr. Din acel lagăr unii mai curajoși au scăpat. Alții au fost deportați și au pierit în lagăre în Siberia ori în Kazahstan. Numeroși prizonieri au fost împușcați în ceafă și aruncați în șanțurile mocirloase pe care tot ei le-au săpat la ordin. Masacrul din Bălți poate fi comparat cu cel de la Katân.
- 1945, 14 martie - Hotărârea Consiliului de Miniștri al URSS cu privire la crearea Institutului Învâltoresc din Bălți (cu durata de studii de 2 ani). Instituția a fost inaugurată pe 17 septembrie
- 1945. 17 august - La Bălți își începe activitatea Școala de Felceri și Moașe – succesoarea Școlii de Medicină din or. Ananiev (azi în Ucraina), actualmente Colegiul de Medicină.
- 1946-1947 - Foametea organizată de regimul comunist în RSSM.
- 1947 - Este deschis Teatrul Moldovenesc-Rus, unde până în 1957 activa doar o trupă rusă. 1949, 6 iulie - Regimul comunist organizează al doilea val masiv de deportare a „culacilor” și „dușmanilor poporului”.
- 1953, 10 iulie - Prin Hotărârea Consiliului de Miniștri al URSS, Institutul Învâțătoresc din Bălți este reorganizat în Institut Pedagogic (cu durata de studii de 5 ani).
- 1955 - Începe construcția stadionului orășenesc.
- 1957 - Este creată trupa moldovenească pe lângă Teatrul Dramatic Rus din Bălți.
- 1957 - Fondarea Școlii de Muzică pentru Copii „George Enescu”.
- 1957 - Fondarea Ansamblului de muzică și dans popular „Vântuleț”.
- 1959, 24 aprilie - Institutului Pedagogic de Stat din Bălți i se conferă numele scriitorului Alecu Russo.
- 1960 - Crearea Muzeului de Istorie și Etnografie.
- 1961 - Darea în folosință a noii clădiri pentru Maternitatea din Bălți (cu 130 de paturi), situată pe str. Ștefan cel Mare.
- 1964 - Distrugerea clopotniței Catedralei „Sfântul Nicolae”.
- 1966, 4 mai - Teatrului din Bălți i se conferă numele lui Vasile Alecsandri.
- 1970, 17 octombrie - Dezvelirea monumentului lui Alecu Russo (autor Igor Kozlov) în curtea Institutului Pedagogic de Stat „Alecu Russo”.
- 1972 - Pe străzile or. Bălți apar primele troleibuze.
- 1972 - Stațiunea Experimentală Moldovenească pentru Ameliorare de Stat își continuă activitatea având o nouă denumire – Institutul de Cercetări Științifice în Domeniul Culturilor de Câmp.
- 1973 - Fondarea Pinacotecii „Antioh Cantemir”. 1976 - Darea în folosință a complexului de clădiri pentru Spitalul de Copii, situat pe str. Decebal.
- 1979-1989 - La luptele din Afganistan au participat 540 de tineri originari din Bălți. Opt dintre ei au murit răpuși de gloanțe: colonelul Vadim Cecerin, locotenentul-major Ravil Haibulin, sublocotenentul Aleksandr Vasin, ostașii Iurie Mahu, Ion Magnet, Andrei Nițulescu, Serghei Sîciov, Igor Șcelkov.
- 1980, 6 iulie - flacără olimpică traversează orașul Bălți, în drum spre Moscova, unde s-au desfășurat Jocurile Olimpice de vară din 1980.[5]
- 1981, 8 mai - Inaugurarea bustului lui Boris Glavan (sculptor N. Gorionîșev), lângă blocul administrativ al Institutului Pedagogic. Str. Pușkin 38.
- 1990 - Catedrala „Sf. Împărați Constantin și Elena” își redeschide ușile pentru credincioși.

## După declararea independenței
- 1992 - Pentru independența și integritatea Republicii Moldova în conflictul de pe Nistru din 1992 au căzut la datorie: căpitanul Valeriu Nazarco, locotenenții-majori Anatol Calmațui și Valeriu Macariuc, sergentul-major Sergiu Ostaf, sergentul Alexandru Babinschi.
- 1992, 7 mai - Inaugurarea Troiței în memoria prizonierilor din lagărul de concentrare Bălți.
- 1992, 21 mai - Reorganizarea Institutului Pedagogic de Stat în Universitatea de Stat „Alecu Russo” din Bălți.
- 1992 - Școala de Medicină din Bălți capătă o nouă titulatură: Colegiul de Medicină.
- 1993 - Fondarea primului post local de televiziune.
- 1993, 21 mai - Darea în folosință a noului bazin de înot în aer liber în sectorul Pământeni.
- 1994 - Orașului Bălți i se acordă statut de municipiu.
- 1995 - Reînființarea Camerei de Comerț și Industrie.
- 1995, 16 februarie - Spitalului orășenesc i se acordă statut de Spital Municipal.
- 1995, 25 martie - Inaugurarea Căminului Cultural „Meșterul popular”.
- 1995, 22 mai - Sfințirea noii Clopotnițe a Bisericii „Sf. Nicolae”, construită, în locul celei distruse de comuniști (1964), cu suportul financiar al lui Nicolae Chirilciuc.
- 1995 - Reînființarea Liceului „Ion Creangă” grație fostului licean, Alexandru Budișteanu, doctor-arhitect, cunoscut om de știință și cultură din București.
- 2001 - Dezvelirea bustului lui Vasile Alecsandri în fața teatrului care-i poartă numele. Sculptor: Corneliu Matei.
- 2002 - Dezvelirea Monumentului victimelor represiunilor comuniste în fața Gării Feroviare „Bălți-Slobozia”.
- 2004 - Muzeul de Istorie și Etnografi e din Bălți este transferat într-un local pe str. Lăpușneanu 2.
- 2006, 30 martie- Comisia Națională de Heraldică a Republicii Moldova aprobă Stema și Drapelul – simbolurile municipiului Bălți.
- 2010 - Inaugurarea complexului „Aleea Clasicilor Culturii Naționale” (primele busturi: Mihai Eminescu, Ion Creangă, Grigore Vieru, executate de sculptorul Gheorghe Gheorghiță-Vornicu), amplasat în Piața „Vasile Alecsandri”. Arhitect: Boris Grițunic.
- 2010, 26 mai - Lansarea Zonei economice libere „Bălți” la inițiativa companiei moldo-germane ÎCS „Dräxlmaier Automotive” SRL.